# Генералов Євген Васильович
Євген Васильович Генералов (нар. 24 жовтня 1931, село Чемодановка Пензенського району Пензенської області, Російська Федерація) — український державний і політичний діяч. Депутат Верховної Ради УРСР 10—11-го скликань. народний депутат України 1-го скликання.

## Біографія
Народився в селянській родині. У 1954 році закінчив Пензенський індустріальний інститут, інженер-електрик.
З 1954 року — працював на підприємствах суднобудівної промисловості: старший майстер, начальник конструкторського бюро, заступник головного інженера, головний інженер заводу «Молот» у місті Петровськ-Саратовський (РРФСР).
Член КПРС з 1958 року.
У 1971—1979 роках — директор Севастопольського приладобудівного заводу «Парус».
У 1979 — 18 жовтня 1989 року — голова виконавчого комітету Севастопольської міської Ради народних депутатів.
З 1989 року — експерт-представник Торгово-промислової палати СРСР у Польщі; директор філії харківського Легбанку у місті Севастополь. Неодноразово обирався депутатом Севастопольської міськради.
У 1990—1994 роках — депутат Верховної Ради України.

## Нагороди
- орден Леніна
- орден Жовтневої Революції
- орден Трудового Червоного Прапора.